# Бернд Карбахер
Бернд Карбахер (нім. Bernd Karbacher; нар. 3 квітня 1968) — колишній німецький тенісист.
Найвищу одиночну позицію світового рейтингу — 22 місце досяг 17 квітня 1995, парну — 163 місце — 6 червня 1994 року.
Здобув 2 одиночні та 1 парний титул.
Найвищим досягненням на турнірах Великого шолома були чвертьфінали в одиночному розряді.
Завершив кар'єру 2000 року.

## Фінали турнірів ATP за кар'єру

### Одиночний розряд: 3 (2–1)
| Легенда                                       |
| --------------------------------------------- |
| Турніри Великого шлема (0–0)                  |
| Фінали Світового туру ATP (0–0)               |
| Фінали Світового туру ATP серії Мастерс (0–0) |
| Серія турнірів ATP (0–1)                      |
| Світова серія ATP (2–0)                       |

| Фінали за покриттям |
| ------------------- |
| Тверде (0–1)        |
| Ґрунт (2–0)         |
| Трава (0–0)         |
| Килим (0–0)         |

| Фінали за типом корту |
| --------------------- |
| Відкритий корт (2–1)  |
| Закритий корт (0–0)   |

| Результат | В-П | Дата     | Турнір               | Рівень           | Покриття | Суперник        | Рахунок       |
| --------- | --- | -------- | -------------------- | ---------------- | -------- | --------------- | ------------- |
| Перемога  | 1–0 | Вер 1992 | Кельн, Німеччина     | Світова серія    | Ґрунт    | Маркос Ондруска | 7–6(7–4), 6–4 |
| Перемога  | 2–0 | Лип 1994 | Swedish Open, Швеція | Світова серія    | Ґрунт    | Горст Скофф     | 6–4, 6–3      |
| Поразка   | 2–1 | Сер 1995 | Індіанаполіс, США    | Серія Чемпіоншип | Тверде   | Томас Енквіст   | 4–6, 3–6      |

### Парний розряд: 1 (1 перемога)
| Легенда                         |
| ------------------------------- |
| Турніри Великого шлема (0–0)    |
| Фінали Світового туру ATP (0–0) |
| Серія Мастерс ATP (0–0)         |
| Серія турнірів ATP (0–0)        |
| Світова серія ATP (1–0)         |

| Фінали за покриттям |
| ------------------- |
| Тверде (1–0)        |
| Ґрунт (0–0)         |
| Трава (0–0)         |
| Килим (0–0)         |

| Фінали за типом корту |
| --------------------- |
| Відкритий корт (1–0)  |
| Закритий корт (0–0)   |

| Результат | В-П | Дата     | Турнір          | Рівень        | Покриття | Партнер            | Суперники                | Рахунок       |
| --------- | --- | -------- | --------------- | ------------- | -------- | ------------------ | ------------------------ | ------------- |
| Перемога  | 1–0 | Сер 1993 | Скенектаді, США | Світова серія | Тверде   | Андрій Ольховський | Байрон Блек Бретт Стівен | 2–6, 7–6, 6–1 |

## Фінали ATP Челленджер і ITF Ф'ючерс

### Одиночний розряд: 2 (1–1)
| Легенда              |
| -------------------- |
| ATP Челленджер (1–1) |
| ITF Ф'ючерс (0–0)    |

| Фінали за покриттям |
| ------------------- |
| Тверде (1–1)        |
| Ґрунт (0–0)         |
| Трава (0–0)         |
| Килим (0–0)         |

| Результат | В-П | Дата     | Турнір           | Рівень     | Покриття | Суперник        | Рахунок       |
| --------- | --- | -------- | ---------------- | ---------- | -------- | --------------- | ------------- |
| Перемога  | 1–0 | Гру 1991 | Гонконг, Гонконг | Челленджер | Тверде   | Грег Руседскі   | 6–2, 3–6, 6–1 |
| Поразка   | 1–1 | Лис 1992 | Берестя, Франція | Челленджер | Тверде   | Маркос Ондруска | 7–5, 3–6, 0–6 |

### Парний розряд: 2 (1–1)
| Легенда              |
| -------------------- |
| ATP Челленджер (1–1) |
| ITF Ф'ючерс (0–0)    |

| Фінали за покриттям |
| ------------------- |
| Тверде (0–0)        |
| Ґрунт (1–1)         |
| Трава (0–0)         |
| Килим (0–0)         |

| Результат | В-П | Дата     | Турнір           | Рівень     | Покриття | Партнер             | Суперники                       | Рахунок       |
| --------- | --- | -------- | ---------------- | ---------- | -------- | ------------------- | ------------------------------- | ------------- |
| Перемога  | 1–0 | Чер 1992 | Кельн, Німеччина | Челленджер | Ґрунт    | Марк-Кевін Гелльнер | Мерфі Єнсен Браян Девенінг      | 6–4, 6–7, 6–1 |
| Поразка   | 1–1 | Бер 1994 | Агадір, Марокко  | Челленджер | Ґрунт    | Томас Нюдаль        | Ктіслав Доседель Марк Куверманс | 7–6, 3–6, 6–7 |

## Часовий графік результатів
| W | Ф | ПФ | ЧФ | #Р | КТ | К# | DNQ | A | NH |

### Одиночний розряд
| Турніри Великого шлему                 |     |     |     |     |     |     |     |     |     |     |        |       |     |
| Відкритий чемпіонат Австралії з тенісу |     |     | 2р  | 1р  | 1р  | 1р  | 3р  |     | 1р  | 1р  | 0 / 7  | 3–7   | 30% |
| Відкритий чемпіонат Франції з тенісу   |     | 1р  | 3р  | 2р  | 3р  | ЧФ  |     | 1р  | 2р  |     | 0 / 7  | 10–7  | 59% |
| Вімблдонський турнір                   | К1р | 2р  | 1р  | 1р  | 2р  |     | 1р  |     | 1р  |     | 0 / 6  | 2–6   | 25% |
| Відкритий чемпіонат США з тенісу       |     |     | 3р  | ЧФ  | 1р  | 2р  | К2р | 2р  | 1р  |     | 0 / 6  | 8–6   | 57% |
| В-П                                    | 0–0 | 1–2 | 5–4 | 5–4 | 3–4 | 5–3 | 2–2 | 1–2 | 1–4 | 0–1 | 0 / 26 | 23–26 | 47% |
| Тур ATP Мастерс 1000                   |     |     |     |     |     |     |     |     |     |     |        |       |     |
| Індіан-Веллс                           |     | 2р  | 2р  | 1р  | 1р  | 2р  |     |     |     |     | 0 / 5  | 3–5   | 38% |
| Відкритий чемпіонат Маямі з тенісу     |     | 2р  | 2р  | 1р  | 4р  | 2р  |     | К2р | К2р | К1р | 0 / 5  | 5–5   | 50% |
| Монте-Карло                            |     |     | 1р  | 2р  | 2р  | 1р  |     |     |     |     | 0 / 4  | 2–4   | 33% |
| Гамбург                                |     |     | ПФ  | 2р  | 1р  | 2р  |     | 1р  | К1р |     | 0 / 5  | 6–5   | 55% |
| Рим                                    |     |     | 2р  |     |     | 2р  |     |     | К1р |     | 0 / 2  | 2–2   | 50% |
| Мастерс Канада                         |     |     |     |     |     | 1р  |     |     | 1р  |     | 0 / 2  | 0–2   | 0%  |
| Мастерс Цинциннаті                     |     |     |     |     | 3р  | 3р  |     |     | К2р |     | 0 / 2  | 4–2   | 67% |
| Париж                                  |     |     |     | 2р  | 1р  |     |     |     |     |     | 0 / 2  | 1–2   | 33% |
| В-П                                    | 0–0 | 2–2 | 7–5 | 3–5 | 5–6 | 6–7 | 0–0 | 0–1 | 0–1 | 0–0 | 0 / 27 | 23–27 | 46% |